# ویساید (ویرجینیای غربی)
ویساید (به انگلیسی: Wayside) یک منطقهٔ مسکونی در ایالات متحده آمریکا است که در شهرستان مونرو، ویرجینیای غربی واقع شده‌است.